# Celosia moquinii
Celosia moquinii är en amarantväxtart som beskrevs av Jean Baptiste Antoine Guillemin och Horace Bénédict Alfred Moquin-Tandon. Celosia moquinii ingår i släktet celosior, och familjen amarantväxter. Inga underarter finns listade i Catalogue of Life.